# Libyastus smiti
Libyastus smiti är en loppart som beskrevs av Johnson 1957. Libyastus smiti ingår i släktet Libyastus och familjen fågelloppor. Inga underarter finns listade i Catalogue of Life.